# Strzelanina w Prusicach (2005)
Strzelanina w Prusicach – strzelanina, do której doszło w dniu 9 stycznia 2005 roku w miejscowości Prusice w województwie dolnośląskim w Polsce. Uzbrojony w pistolet oficer Straży Granicznej z Kłodzka otworzył ogień do członków swojej rodziny w domu, zabijając 4 osoby i raniąc kolejną, po czym popełnił samobójstwo. Była to dotychczas jedna z najbardziej tragicznych masowych strzelanin pod względem liczby ofiar w III RP.

## Okoliczności zbrodni
Tragedia rozegrała się 9 stycznia 2005 roku około godz. 13:30 w domu jednorodzinnym w Prusicach nieopodal Trzebnicy. Uzbrojony w pistolet 33-letni Jacek F., oficer Straży Granicznej z Kłodzka, otworzył ogień do członków swojej rodziny. Zastrzelił na miejscu swojego niespełna 2-letniego syna i szwagierkę oraz krytycznie ranił swą żonę, która zmarła w szpitalu w wyniku odniesionych obrażeń. Ranni zostali teściowie sprawcy, którzy w stanie ciężkim zostali przewiezieni do szpitala – teściowa sprawcy po 3 miesiącach zmarła z powodu odniesionych obrażeń. Po dokonaniu zbrodni Jacek F. popełnił samobójstwo, strzelając do siebie z pistoletu.
Zbrodnię odkrył brat żony sprawcy, z zawodu policjant, który przyszedł do domu niedługo po tragedii. Prokuratura oraz Straż Graniczna (której członkiem był napastnik) ustaliła, że sprawca strzelał z broni prywatnej, na którą miał pozwolenie. Broń służbową zdał w maju 2002, gdy został zawieszony w służbie.

## Sprawca
Sprawcą był 33-letni Jacek F., kapitan Straży Granicznej w Kłodzku. Od maja 2002 roku był jednak zawieszony w czynnościach służbowych. Zarzucano mu ujawnienie tajemnicy państwowej i w związku z tym wszczęto w tej sprawie postępowanie oraz skierowano akt oskarżenia przeciwko Jackowi F. Według jego adwokata, Jacek F. nie mógł się doczekać rozprawy, na której bardzo chciał bronić swojego dobrego imienia. Twierdził, że został przeciwko niemu zawiązany spisek oraz, że czuje się zaszczuty przez przełożonych oraz przez parlamentarzystów z SLD. W 2002 roku napisał list do posła Prawa i Sprawiedliwości Ludwika Dorna, w którym domagał się podjęcia przez posła interwencji w jego sprawie. Tłumaczył, że nie ujawnił tajemnicy służbowej, ale jedynie współpracował z oficerami SG z innych pionów, by zwalczyć korupcję. Rodzina sprawcy miała dobrą opinię wśród sąsiadów, uważano ich za religijnych i kulturalnych ludzi, którzy nigdy wcześniej nie sprawiali problemów. Motywy zbrodni nie zostały w pełni wyjaśnione; rozpatrywano takie czynniki jak narastające nieporozumienia rodzinne i stres sprawcy w związku ze wspomnianymi problemami prawnymi.

## Podobne zdarzenia
W marcu 2025 roku w Prusicach doszło do podobnej tragedii, gdy 51-letni funkcjonariusz służby więziennej, Adam Sz., zastrzelił 3 członków swojej rodziny w domu, zabijając teściową i dwoje dzieci (5-letnią córkę i 9-letniego syna). Po zbrodni sprawca próbował popełnić samobójstwo, lecz został uratowany przez lekarzy.